# Слёзы (фильм, 1914)
«Слёзы» — российский немой фильм Евгения Бауэра, снятый в 1914 году.  Выпуск на экраны 16 марта 1914 года. 
Другое название — «Драма без слов».  Фильм не сохранился.

## Сюжет
Экранизация театральной «Пьесы без слов» А. Вознесенского. Сюжет изложен в журнале «Сине-фоно» и «Вестник кинематографии» (1914).
Пьеса состоит из нескольких частей, представляющих определённый этап в жизни героини. На каждом этапе показываются слёзы женщины.
В первой («Утро любви») представлена невеста, во второй («Под стогом») показана  счастливая жена и осознание радости материнства. Зритель видит слёзы радости любви и счастливые слёзы материнства.
В третьей части («Город») героиня узнает об измене мужа. Каменный город приносит молодой жене и матери первые скорбные слёзы. В четвёртой  части («Крыло под огнем») женщина сама изменяет мужу.  Зритель видит слёзы обиды на мужа, а потом жалости к нему.
Затем женщина разводится с мужем, живёт и расстаётся с любовником, стрелок из цирка подбирает остатки её женственности. Слёзы женщины становятся всё более горькими. В последней части она оказывается уличной проституткой и зритель видит её прощальные слёзы.

## В ролях
| Актёр           | Роль     |
| --------------- | -------- |
| Вера Юренева    | женщина  |
| Иван Берсенев   | муж      |
| Александр Баров | любовник |
| Н. Померанцев   | клиент   |

## Съёмочная группа
- Режиссёр: Евгений Бауэр
- Сценарист: Александр Вознесенский
- Оператор: Борис Завелев
- Продюсер:  Александр Ханжонков

## Оценки фильма
Продюсер Александр Ханжонков назвал картину удачной и писал, что постановка «принесла много прибыли и славы».
Историк кинематографа C. Гинзбург высоко оценивал фильм и относил его к лучшим картинам психологического направления.